# Jacques Mourad
Julian Yacoub Mourad, né Jacques (Yacoub) Mourad, à Alep, en Syrie, le 28 juin 1968, est un moine et prêtre de l'Église catholique syriaque, confirmé, par le pape François, archevêque de Homs le 7 janvier 2023.

## Biographie
Né à Alep le 28 juin 1968 d'Edouard Mourad et Imelda Hasrouni. Il est le fils aîné d'une famille de cinq enfants. Une de ses sœurs, Victoria, est une religieuse des Sœurs des Deux Sacrés Cœurs. Il a fait ses études primaires à Alep à l'École de l'Amitié des Sœurs des Deux Sacrés Cœurs, puis a rejoint l'École de la Foi, où il a suivi les cycles secondaires. Jacques Mourad est entré au séminaire du monastère de Charfet, au Liban, avant de poursuivre ses études, obtenant une licence en philosophie et théologie, puis une licence en liturgie à l'université Saint-Esprit de Kaslik. Il entre au monastère de Saint-Moïse-l'Abyssin situé à 80 kilomètres au nord de Damas, pour y fonder un nouvel ordre religieux, la Communauté monastique Al-Khalil («l'ami de Dieu») de Deir Mar Moussa Al-Habachi (monastère de Saint-Moïse-l'Abyssin), dont il est cofondateur, avec le père jésuite Paolo Dall'Oglio. C'est là qu'il y prononce ses vœux le 20 juillet 1993.
Le 28 août de la même année, il est ordonné prêtre et incardiné dans l'archéparchie de Homs des Syriaques. De 2000 à 2015, il est responsable du monastère de Mar Elian et de la paroisse de Al-Qaryatayn. 
Entre les mois de mai et d'octobre 2015, le père Mourad est enlevé par les terroristes de l'État islamique, mais il réussit à s'échapper grâce à l'aide d'un ami musulman.
En 2016, il a déménagé au monastère de la Vierge Marie dans la ville de Souleimaniye dans la région du Kurdistan irakien, afin d'aider le père Yans, le responsable du monastère, à servir les chrétiens déplacés venant à Souleimaniye de Qaraqosh.
Entre 2016 et 2020, il a fréquenté les monastères de sa communauté à Souleimaniye et à Cori en Italie afin de  donner des témoignages sur la vie monastique, les conditions des chrétiens en Syrie et en Irak, et l'expérience des familles.
En 2018, il publie un livre en français intitulé Un moine en otage, aux éditions de l'Emmanuel, pour lequel il reçoit le 12 mai 2019, à l’occasion de sa 8e édition, le Prix littéraire de l’Œuvre d'Orient. Par ailleurs, il écrit de nombreux articles dans des revues et journaux locaux et internationaux en plusieurs langues.
Jacques Mourad est récompensé le 21 octobre 2019 du prix de "la colombe d'or pour la paix" de l’Institut de recherche «Archivio Disarmo» (IRIAD), à Rome, pour son engagement en faveur de la construction d’un monde sans armes.
Rentré en Syrie en 2020, il est supérieur adjoint de la communauté et économe, s'occupant des fidèles de Al-Qaryatayn ; il est membre du Collège des Consulteurs de l'archéparchie de Homs.
Le synode des évêques de l'Église syriaque catholique a élu le père Jacques Mourad comme métropolite et archevêque du diocèse de Homs et ses dépendances. Le pape François a confirmé cette élection le 7 janvier 2023.
Lors de sa consécration épiscopale le 3 mars 2023, il prend le nom de Julian Yacoub avec l'autorisation du patriarche Ignace Joseph III Younan, . 
En outre, il maîtrise les langues syriaque, arabe et française, et est familier avec l'italien et l'anglais.

## Publications
- avec Amaury Guillem, Un moine en otage, éditions de l'Emmanuel, 29 mai 2018 (ISBN 9782353896868).